# JWH-018
JWH-018 ist eine synthetische chemische Verbindung aus der Gruppe der Alkylindol-Derivate. Es ist ein Cannabinoid-Rezeptor-, CB1/CB2-Agonist mit cannabinoidmimetischer Wirkung.
In Tierversuchen wurde eine dem Tetrahydrocannabinol (THC) ähnliche Wirkung festgestellt, wobei die Dauer des Effekts kürzer ist. Nach Angaben seines Entwicklers John W. Huffman (von seinen Initialen leitet sich JWH ab) gibt es bisher weder Langzeitstudien noch Untersuchungen, wie diese Substanz bei anderen Lebewesen als Mäusen wirkt.
Das an der Clemson University in South Carolina entwickelte synthetische Molekül ist der Versuch, eine kommerziell interessante Alternative zur medizinischen Anwendung von THC zu finden. THC wird unter anderem bei bestimmten Krankheiten als Appetitstimulans eingesetzt, auch kann es Nebenwirkungen der Chemotherapie wie Erbrechen bei Krebspatienten eindämmen.

## Vorkommen
Am 15. Dezember 2008 wurde eine Studie veröffentlicht, in der JWH-018 als Bestandteil der als Räucherware verkauften Kräutermischung Spice gefunden wurde.

## Gewinnung und Darstellung
JWH-018 kann durch Friedel-Crafts-Acylierung von 1-Pentylindol und Naphthalin-1-carbonylchlorid dargestellt werden. Naphthalin-1-carbonylchlorid wird durch Reaktion von 1-Naphthalincarbonsäure (zugänglich aus 1-Bromnaphthalin mittels Grignard-Reaktion mit CO2) mit Thionylchlorid gewonnen. 1-Pentylindol entsteht aus Indol und 1-Brompentan.

## Rechtslage
- Deutschland:

Als Wirkstoff wurde JWH-018 ab dem 22. Januar 2009 in Deutschland durch Eintragung in die Anlage II des Betäubungsmittelgesetzes (BtMG) als ein verkehrsfähiges, aber nicht verschreibungsfähiges Betäubungsmittel eingestuft. Beschränkt auf ein Jahr wurde somit jede Form der unerlaubten Herstellung, Handel und Besitz untersagt. Der Bundesgerichtshof hat am 14. Januar 2015 in einer Entscheidung die nicht geringe Menge von verschiedenen synthetischen Cannabinoiden geregelt. Der Grenzwert der nicht geringen Menge wurde bei den Cannabinoiden JWH-018 und CP 47,497-C8-Homologes bei zwei Gramm festgesetzt.
- Österreich

JWH-018 unterliegt nicht dem österreichischen Suchtmittelgesetz. Jedoch wurde der Verkauf von „Räuchermischungen“ mit synthetischen Cannabinoiden seit 18. Dezember 2008 gemäß § 1 Abs. 1 Z 5 des Arzneimittelgesetzes unterbunden. Weiters unterliegt die Substanz seit dem 1. Februar 2012 dem "Bundesgesetz über den Schutz vor Gesundheitsgefahren im Zusammenhang mit Neuen Psychoaktiven Substanzen" (Neue-Psychoaktive-Substanzen-Gesetz, NPSG), sofern sie zum menschlichen Konsum bestimmt ist.
- Schweiz:

JWH-018 wurde mit Inkrafttreten der revidierten Betäubungsmittelverordnung von Swissmedic per 1. Dezember 2010 dem Betäubungsmittelgesetz unterstellt und somit seit diesem Zeitpunkt illegal. Einfuhr, Besitz, Vertrieb etc. werden nach dem Betäubungsmittelgesetz geahndet.